# بنات الجامعة (مسلسل)
بنات الجامعة، مسلسل كويتي أنتج وعرض في 20 يوليو 2012 وهو الجزء الثاني من مسلسل بنات الثانوية 2011. الفيلم من إخراج عبد الله حسن أحمد، وإنتاج قناة دبي.

## فريق الممثلين
- لطيفة المجرن.
- عبد الإمام عبد الله.
- شفيقة يوسف
- عبد الله بوشهري.
- غرور.
- مي عبد الله.
- شهد.
- شيلاء سبت.
- نواف النجم.
- أبرار سبت.
- منى حسين.
- رونق
- محمد صفر.
- ليلى العبد الله.
- عمر اليعقوب.
- سعود بوشهري.
- ناصر كرماني.
- سعاد سلمان
- فاطمة الطباخ
- طارق الكندري
- أحمد الخميس.
- عيسى الحمر.
- دانة المساعيد.

## قصة المسلسل
يتناول المسلسل قصة ثلاث فتيات في عامهم الأول بالجامعة وما يواجههن من مشكلات في تلك الحياة الجديدة بمتغيراتها، إضافة إلى الحياة الأسرية